# Cameron Mitchell (kulturysta)
Cameron Mitchell (ur. 27 grudnia 1973 w Elkhart) – amerykański kulturysta, fotomodel i aktor pornograficzny pochodzenia szkockiego i czirokeskiego.

## Życiorys

### Wczesne lata
Urodził się w Elkhart, niedużym mieście w stanie Indiana.
Od zawsze interesował się sportem. W trakcie nauki w liceum uprawiał futbol amerykański; grał na pozycjach tailback i cornerback), sprint oraz pływanie. Studiował anatomię i fizjologię w Saint Joseph's College. Podczas studiów grywał w futbol jako amator; był uznanym uczelnianym sportowcem. Był członkiem Korpusu Piechoty Morskiej Stanów Zjednoczonych. W wojsku służył cztery lata, do roku 1996. Przed trzydziestym rokiem życia zmagał się z zaburzeniami depresyjnymi oraz uzależnieniem od narkotyków. Według jego opinii, kulturystyka pomogła mu odzyskać stabilność emocjonalną i życiową. Uprawiał też sztuki walki.

### Kariera
Występował w trupie tanecznej o nazwie Sugar-n-Spice. Tańczył też dla kobiet w grupie striptizerów Chippendales. Pracował jako fotomodel. W 2000 roku brał udział w sesji zdjęciowej organizowanej przez firmę Versace. Fotografie zaprezentowało pismo Flaunt Magazine. Pozował też do zdjęć o charakterze erotycznym. Sesje z jego udziałem trafiły między innymi do magazynów Unzipped, Jock i 2Mag.
W 1997 roku debiutował jako aktor pornograficzny, po tym, jak jego warunki fizyczne docenił słynny reżyser Chi Chi LaRue, którego poznał w klubie gejowskim. Grywał w filmach z gatunku gejowskiej pornografii, pod pseudonimem Caesar. Widzom stał się znany jako posiadacz mocno muskularnego, wytatuowanego ciała. Wystąpił w blisko piętnastu filmach; nakręcił też projekt treningowy. Zwyciężył wiele branżowych nagród, w tym GayVN i Adult Entertainment (2003).
W późniejszych latach pracował przy realizacji obrazów pornograficznych. Wyprodukował i wyreżyserował Caesar's Heat (2006), w którym zagrał podwójną rolę. W 2006 organizatorzy ceremonii rozdania nagród Grabby przyznali Mitchellowi specjalną nagrodę honorującą jego pracę. Nazwany został ikoną gejowskiej pornografii, "jednym z królów gejowskiej pornografii", najbardziej znanym aktorem branżowym oraz symbolem seksu.
Jako kulturysta wagi superciężkiej, ze 178 cm wzrostu i wagą 110 kg, w latach dziewięćdziesiątych uczestniczył w zawodach kulturystycznych i kilka z nich zwyciężył. W 2003 w trakcie Mistrzostw San Diego w kulturystyce zdobył srebrny medal jako zawodnik o masie przekraczającej sto kilogramów. Drugie miejsce na podium w tej samej kategorii wagowej zajął też podczas zmagań World Gym Championships, zorganizowanych przez federację NPC w 2003. Rok później brał udział w juniorskich Mistrzostwach Stanów Zjednoczonych; w kategorii 100 kg+ objął piąte miejsce. W 2014 zwyciężył zawody NPC Total Body Championships.
Zamieszkał w Chicago. Wcześniej rezydował w Kāneʻohe, Los Angeles, Las Vegas oraz japońskiej Okinawie. Od 2005 roku pracuje jako trener personalny. Związany z Titi M. Halajovą. Najczęściej określa się jako osobę biseksualną, choć sugerował też, że jest gejem.

## Kariera sportowa (wybór osiągnięć)
- 2003: Mistrzostwa San Diego w kulturystyce, kategoria superciężka (100 kg+) − II m-ce[12]
- 2003: NPC World Gym Championships, kategoria superciężka (100 kg+) − II m-ce[13]
- 2004: Mistrzostwa Stanów Zjednoczonych w kulturystyce − juniorzy, kategoria superciężka (100 kg+) − V m-ce[14]
- 2014: NPC Total Body Championships, kategoria ogólna − I m-ce[15]

## Nagrody i nominacje
| Rok  | Nagroda                 | Kategoria                            | Film                       | Inni wykonawcy                                                          | Rezultat  |
| ---- | ----------------------- | ------------------------------------ | -------------------------- | ----------------------------------------------------------------------- | --------- |
| 1999 | Probe/Men - Video Award | Najseksowniejszy wschodzący gwiazdor | –                          | –                                                                       | Wygrana   |
| 1999 | Probe/Men - Video Award | Najbardziej lubieżna scena orgii     | Caesar's Hardhat Gangbang  |                                                                         | Wygrana   |
| 2001 | GayVN Award             | Najlepszy nowicjusz                  | –                          | –                                                                       | Wygrana   |
| 2001 | GayVN Award             | Najlepsza scena o tematyce etnicznej | Caesar's Hardhat Gang Bang | –                                                                       | Wygrana   |
| 2001 | Grabby Award            | Najlepsza scena seksu grupowego      | The Journey Back           | Anthony Cox i Tony Donovan                                              | Nominacja |
| 2001 | Grabby Award            | Najlepszy nowicjusz                  | –                          | –                                                                       | Nominacja |
| 2001 | Grabby Award            | Najlepszy wykonawca                  | –                          | –                                                                       | Wygrana   |
| 2003 | GayVN Award             | Najlepszy aktor                      | Cowboy                     | ex aequo z Joshem Westonem (Deep South: The Big and the Easy, Part 1-2) | Wygrana   |
| 2003 | Grabby Award            | Najlepszy aktor                      | Cowboy                     | –                                                                       | Nominacja |
| 2003 | Adult Entertainment     | Najlepsza sylwetka                   | –                          | –                                                                       | Wygrana   |
| 2006 | Grabby Award            | Wall of Fame − specjalne wyróżnienie | –                          | –                                                                       | Wygrana   |